# میراث جیوه. آلمادن و ایدریا
میراث جیوه. آلمادن و ایدریا یک سایت میراث جهانی مشترک یونسکو در آلمادن، کاستیا-لا مانچا، اسپانیا و ایدریا، اسلوونی است. این مجموعه شامل دو سایت معدن جیوه است. در آلمادن، جیوه از زمان باستان استخراج می‌شده است، در حالی که در ایدریا، جیوه برای اولین بار در سال ۱۴۹۰ کشف شد.